# Витория Гуериери ди Мирафиори
Витория Гуериери ди Мирафиори (на италиански: Vittoria Guerrieri di Mirafiori; * 1 декември 1848, Кастелчериоло (Алесандрия); † 29 декември 1905, Рим) е италианска благородничка, кралска дъщеря. 

## Произход
Тя е извънбрачна дъщеря на италианския крал Виктор Емануил II (* 1820, † 1878) и на метресата му и бъдеща морганатична съпруга Роза Верчелана (* 1833, † 1885). Нейни дядо и баба по бащина линия са кралят на Сардиния Карл Алберт и Мария Тереза Тосканска, а по майчина – професионалният военен Джовани Батиста Верчелана и Мария Тереза Грильо. Има един брат: 
- Емануеле Алберто (* 1851, † 1894), граф на Мирафиори и на Фонтанафреда; съпруг на Бианка Енрикета де Лардерел

Има и шест природени братя и две природени сестри от първия брак на баща си, сред които кралят на Италия Умберто I, кралят на Испания Амадей I и кралицата на Португалия Мария Пия, както и около тридесет природени братя и сестри от негови извънбрачни връзки, сред които Донато Етна, генерал и политик.

## Биография
На 14 април 1868 г. по волята на баща си се омъжва за маркиз Джакомо Филипо Спинола, 1-ви адютант на краля, а след смъртта му – за брат му маркиз Луиджи Доменико Спинола. Движи се в кралски и високопоставени кръгове. 
След смъртта на родителите си решава да си изгради по-независим живот. През 1885 г. бяга близо до Чита дела Пиеве с любовника си Паоло Де Симоне, с 12 години по-млад от нея, агроном, далновиден предприемач, убеден и радикален привърженик на Джузепе Мацини. Те купуват имението и селището Салчи от сем. Бонели. До селището има стара селска къща, която карат да преустроят и превръща в неоготически замък, който по-късно става замъкът Салчи. Започват да произвеждат сапун, паста и свещи, и да отглеждат коне, но през 1886 г. продават имението. Местят се в Чита дел Пиеве. Там Паоло е кмет и председател на Аграрното дружество от 1894 г. В града купуват три сгради, градина и фермерска къща, където нареждат строителството на неоготическия замък Кастелучо Палусе. В имението Витория започна да отглежда чистокръвни коне, както и говеда и други животни, създава производство на тестени изделия и култивира екзотични растения, следва мечтите си, докато изпадат в затруднение. Днес имението е хотел.  
Витория и Паоло остават в Чита дела Пиеве в продължение на 13 години, белязвайки местния живот със земеделска концепция, отворена за иновации и широкомащабна комерсиализация, и със значими проекти, чиито отпечатъци градът все още пази, като напр. Хотел „Ванучи“ – вилата, проектирана и построена от Витория като център за прием на туристи.   
През 1900 г. те сключват брак и се местят в Рим, където живеят в скромен апартамент на пл. „Езедра“. В Чита дел Пиеве остава само дъщеря ѝ Витория Спинола от предишния ѝ брак. На ул. „Виминале“ в Рим съпругът ѝ Паоло отваря Цветарска фабрика „Палусе“ (Premiato  Stabilimento di Floricoltura Palusse).
Умира на 57-годишна възраст в Рим.

## Брак и потомство
Омъжва се три пъти:
∞ 1.  14 април 1868 г. в Замък „Мандрия“ за Джакомо Филипо Спинола (* 1 май 1828, Генуа;  4 януари 1872, Флоренция), 1-ви адютант на краля, маркиз, от когото има двама сина и една дъщеря:
- Роза Изабела Спинола (* 1 март 1869, Флоренция; † 1948), ∞ 29 ноември 1890 за Роберто Де Симоне, от когото има един син и седем дъщери
- Виторио Емануеле Спинола (* 28 април 1870, Флоренция; † 1907), граф на Дерниче; ∞ 6 юни 1895 в Пелаго за Роза Гамбели, от която има две дъщери
- Оберто Спинола (* 11 юли 1871, Генуа; † 1916), ∞ за Луиза Джозия, от която има четирима сина и три дъщери

∞ 2. 1 ноември 1875 във Флоренция за Луиджи Доменико Спинола (* 22 юли 1825, Генуа; † 16 декември 1899, Флоренция), маркиз, брат на предходния, от когото има една дъщеря:
- Диана Спинола (* 3 декември 1875, Пиза; † 13 ноември 1929, Болоня), ∞ 1 септември 1894 в Пиза за Винченцо Джусти

∞ 3. 1900 за Паоло Де Симоне (* 1859, † юни 1906, Рим), син на Фердинандо Де Симоне (градинар на Кралския дом в Пиза), агроном, кмет на Чита дела Пиеве, колекционер на местна и екзотична фауна и флора, чиито материали все още се съхраняват в Гражданския природонаучен музей и територията „Антонио Вери“ в Чита дела Пиеве.